# Kazuyuki Manabe
Kazuyuki Manabe (jap. 真鍋 和幸, Manabe Kazuyuki; * 16. Februar 1970 in Mitoyo, Präfektur Kagawa) ist ein japanischer Straßenradrennfahrer.
Kazuyuki Manabe startete 1996 bei den Olympischen Spielen in Atlanta im Straßenrennen, das er aber nicht beendete. 2003 wurde er Dritter der japanischen Meisterschaft im Straßenrennen. Bei der Tour of China gewann er die dritte Etappe und belegte den dritten Platz in der Gesamtwertung. Bei der Tour de Taiwan entschied er das erste Teilstück für sich. 2005 fuhr er für das japanische Team Nippo, wo er wieder Dritter der nationalen Straßenradmeisterschaft wurde. Seit 2008 fährt Manabe für das japanisch-italienische Team Nippo-Endeka.

## Erfolge
2003
- eine Etappe Tour of China
- eine Etappe Tour de Taiwan

2006
- eine Etappe Tour de Taiwan

## Teams
- 2005 Team Nippo

- 2008 Team Nippo-Endeka
- seit 2009  Matrix Powertag